# Styringomyia digistostylus
Styringomyia digistostylus is een tweevleugelige uit de familie steltmuggen (Limoniidae). De soort komt voor in het Oriëntaals gebied.